# Carl Thinius
Carl Georg Martin Johannes Thinius (* 16. Juli 1889 in Hamburg; † 28. September 1976 ebenda) war ein deutscher Verleger und Publizist.

## Leben und Wirken
Carl Thinius stammte aus Hamburg, wo sein Vater als Schuster arbeitete. Er verließ die Schule mit einem mittleren Schulabschluss und machte eine kaufmännische Ausbildung. Danach arbeitete er als Kontorist und Expedient. Während des Ersten Weltkriegs kämpfte er an der Ostfront, wo er verwundet und von der russischen Armee festgenommen wurde. Während der Kriegsgefangenschaft beschäftigte er sich erstmals mit dem Pazifismus und entwickelte eigene Ideen hierzu. Außerdem redigierte er eine handgeschriebene Lagerzeitung mit, die er verteilte. Im Rahmen eines Austauschs deutscher und russischer Kriegsgefangener kehrte er Anfang 1918 nach Hamburg zurück, wo er als Kriegsbeschädigter eine Stelle beim Kriegsversorgungsamt erhielt.
Nach Ende des Krieges schloss sich Thinius der Hamburger Ortsgruppe der Deutschen Friedensgesellschaft (DFG) und dem Deutschen Menonistenbund an. 1919 gründete er den Pfadweiser-Verlag, für den Carl von Ossietzky für einige Zeit das Lektorat übernahm. Der Verlag gab unterschiedliche freidenkerische Publikationen und Vereinszeitschriften heraus. Zu den Autoren gehörten neben Thinius selbst Carl von Ossietzky mit „Der Anmarsch der neuen Reformation“, Wilhelm Lamszus mit „Das Irrenhaus. Visionen vom Krieg“ oder Alfred Hermann Fried mit „Auf hartem Grund“ (alle 1919). Thinius verkaufte den Verlag, der danach an Ansehen verlor, wenige Monate später. 1923 erwarb er ihn erneut, erreichte jedoch nicht mehr die Erfolge der Anfangszeit.
In der Folgezeit widmete sich Thinius dem seit 1919 existierenden Pionier-Verlag, der sich dem Monismus, Pazifismus und dem anthropologischen Optimismus verpflichtet fühlte. Thinius gab die Zeitschrift „Der Pionier. Das Blatt der Unterdrückten und Totgeschwiegenen“ heraus, die 1924 nach einem Verbot des Wehrmachtkommandos II in Stettin vorübergehend nicht erscheinen durfte. Der Verleger ergänzte daraufhin den Untertitel „Blätter für linksgerichtetes Schrifttum“ und versuchte, seine Leser unter Umgehung des Börsenvereins des Deutschen Buchhandels zu erreichen. Zeitweise enthielt die Zeitschrift als Beilage das „Börsenblatt unterdrückter Literatur“. Später arbeitete Thinius insbesondere für die 1925/26 gegründete Vereinigung linksgerichteter Verleger.
Ab 1927 schrieb Thinius als Journalist und unterhielt für einige Zeit ein Radiogeschäft. 1936 erhielt er eine Stelle als Sachbearbeiter im mittleren Dienst bei der Hamburg-Eimsbütteler Sozialverwaltung. Nach der Entlassung im April 1943 verurteilte ihn das Hanseatische Oberlandesgericht sechs Monate später aufgrund der „Vorbereitung zum Hochverrat“ und der „Wehrkraftzersetzung“. Der Grund hierfür war, dass er seiner Schwägerin mitgeteilt hatte, dass er Zweifel habe, dass seine drei an der Front kämpfenden Söhne überleben würden und dass er Krieg grundsätzlich als sinnlos erachte. Thinius verbrachte die Zeit bis Mai 1945 in Gefängnissen und KZs in Hamburg, Bautzen, Leipzig und Eisenach.
Im September 1945 erhielt Thinius eine neue Stelle bei der Hamburger Sozialbehörde. Er beteiligte sich erneut in der DFG, wenn auch ohne größere Außenwirkung. Zusammen mit seinem Sohn Carl Heinz Thinius, Fritz Lachmund und zwei Dutzend weiterer Personen gründete er im Ruhestand 1960 die Vereinigung der Hamburgensien-Sammler und -Freunde. Der Verein organisierte einige kleinere Ausstellungen und publizierte seit 1964 ein Jahrbuch. Politisch äußerte sich Thinius nicht mehr im Sinne seiner ursprünglichen Einstellung.